# Eudmoe
Eudmoe is een geslacht van vlinders van de familie tandvlinders (Notodontidae).

## Soorten
- E. aparta Draudt, 1932
- E. arne Cramer, 1775
- E. carrieta Schaus, 1928